# Intern rekonstruktion

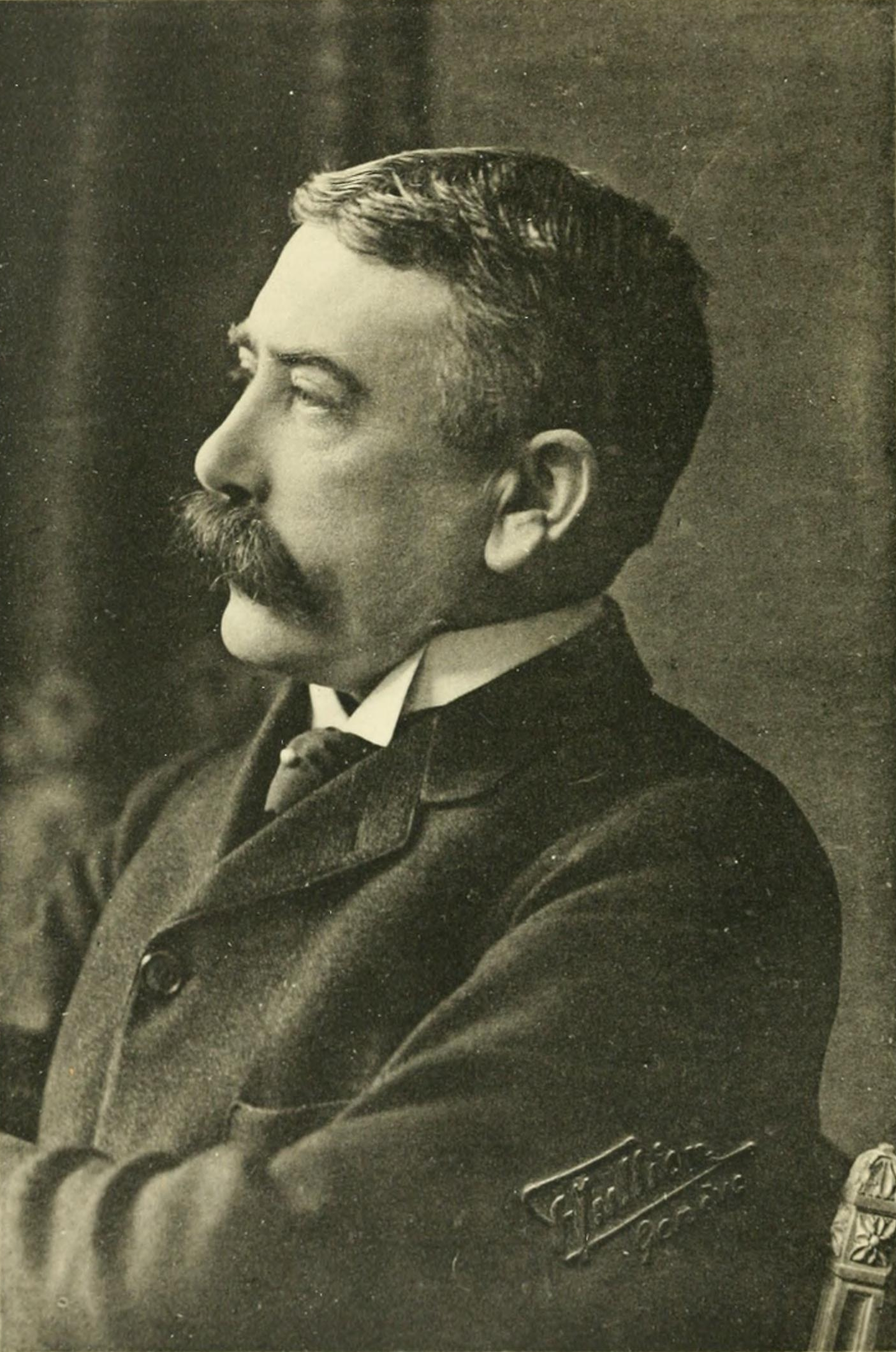
Det mest välkända exemplet på intern rekonstruktion är Ferdinand de Saussures laryngalteori, formulerad 1878, då de Saussure var blott 20 år gammal.

Intern rekonstruktion (även inomspråklig rekonstruktion och inre rekonstruktion) är en språkvetenskaplig metod för att härleda ett språks historiska förstadier. Till skillnad från den komparativa metoden utgår härledningen från former i en enskild språkvarietet, utan att inbegripa jämförelser med material från ytterligare språk eller dialekter.

## Utgångspunkter
Intern rekonstruktion utgår oftast från morfologisk variation, men det finns flera andra möjliga utgångspunkter, till exempel morfologiska mönster och reliktfomer.

### Morfologisk variation
Första raden i följande tablå visar några ändelser ur latinets tredje konjugation. I normalfallet läggs ändelserna till verbets stam som i exemplet 'plocka' på andra raden, men det finns flera undantag, liknande exemplet 'skriva' på tredje raden, där stammens slutkonsonant ändras. Genom intern rekonstruktion sluter vi oss till att 'skriva', i ett tidigare stadium, hade de regelbundna formerna *scribsi, *scribtum samt att en fonologisk regel medfört att b blev tonlöst framför konsonanter som s.
|          | presens | infinitiv | perfekt | supinum  |
| -------- | ------- | --------- | ------- | -------- |
| ändelse  | -o      | -ere      | -si     | -tum     |
| 'plocka' | carpo   | carpere   | carpsi  | carptum  |
| 'skriva' | scribo  | scribere  | scripsi | scriptum |

### Morfologiska mönster
Det engelska ordet luck, på första raden i följande tablå, ingår i ett morfologiskt mönster med avledningarna lucky, luckless och luckiness. På den andra raden återfinns, vad som ser ut som liknande avledningar för ett annat ord, men där motsvarande stam inte förekommer som självständigt ord i det moderna språket. Med hjälp av intern rekonstruktion kan vi härleda *hap från ett tidigare språkstadium.
| luck | lucky | luckless | luckiness |
| *hap | happy | hapless  | happiness |

### Reliktfomer
Reliktformer är ”språkliga kvarlevor som är bundna till mycket begränsade kontexter”.
| nuvarande form | reliktform | preposition | kontext               | betydelse      |
| -------------- | ---------- | ----------- | --------------------- | -------------- |
| gård           | gårde      | i           | (vara) gammal i gårde | 'erfaren'      |
| hus            | huse       | ur          | (gå) man ur huse      | 'mangrant'     |
| land           | lande      | i           | i allo lande          | 'i varje land' |